# Jaime Fernández (attore)
Jaime Fernández (Monterrey, 6 dicembre 1927 – Città del Messico, 15 aprile 2005) è stato un attore messicano.

## Biografia
Nella sua carriera ha vinto tre premi Ariel.

## Riconoscimenti
- Premio Ariel per Santa Cruz (El rebozo de Soledad) (1953)
- Premio Ariel per La ribellione degli impiccati (La rebelión de los colgados) (1955)
- Premio Ariel per Le avventure di Robinson Crusoe (1956)

## Filmografia parziale
- Santa Cruz (El rebozo de Soledad), regia di Roberto Gavaldón (1952)
- La ribellione degli impiccati (La rebelión de los colgados), regia di Alfredo B. Crevenna
- Le avventure di Robinson Crusoe, regia di Luis Buñuel (1954)
- El Señor Tormenta (1962)
- Tarahumara, la vergine perduta, regia di Luis Alcoriza (1965)
- Quién sabe?, regia di Damiano Damiani (1966)
- Demonio azul (1966)
- I cannoni di San Sebastian, regia di Henri Verneuil (1968)
- Il messicano, regia di Felipe Cazals (1970)
- Chicano, regia di Jaime Casillas (1976)
- Longitud de guerra, regia di Gonzalo Martínez Ortega (1976)
- Bronco, regia di José Luis Urquieta (1991)
- El jardinero (19999
- La guarecita de Michoacán (2003)